# Gornet-Cricov
Gornet-Cricov – wieś w Rumunii, w okręgu Prahova, w gminie Gornet-Cricov. W 2011 roku liczyła 366 mieszkańców.